# Denmark Open/Herrendoppel
Folgend die Sieger und Finalisten der Denmark Open im Badminton im Herrendoppel.
| Jahr      | Sieger                                         | Finalist                                       | Ergebnis                |
| --------- | ---------------------------------------------- | ---------------------------------------------- | ----------------------- |
| 1936      | Aksel Hansen/Sven Strømann                     |                                                |                         |
| 1937      | Thomas Boyle/K. Woods                          |                                                |                         |
| 1938      | Carl Frøhlke/Tage Madsen                       |                                                |                         |
| 1939      | Ralph Nichols/Raymond M. White                 |                                                |                         |
| 1939–1945 | nicht ausgetragen                              | nicht ausgetragen                              | nicht ausgetragen       |
| 1946      | Preben Dabelsteen/Jørn Skaarup                 |                                                |                         |
| 1947      | Preben Dabelsteen/Jørn Skaarup                 |                                                |                         |
| 1948      | Børge Frederiksen/Tage Madsen                  |                                                |                         |
| 1949      | Ooi Teik Hock/Teoh Seng Khoon                  |                                                |                         |
| 1950      | Arve Lossmann/John Nygaard                     |                                                |                         |
| 1951      | Ong Poh Lim/Ismail Marjan                      | Jørn Skaarup/Preben Dabelsteen                 | 15-9, 15-5              |
| 1952      | Ong Poh Lim/Ismail Marjan                      |                                                |                         |
| 1953      | David Choong/Eddy Choong                       | Poul Holm/Ole Jensen                           | 15-6, 15-9              |
| 1954–1955 | nicht ausgetragen                              | nicht ausgetragen                              | nicht ausgetragen       |
| 1956      | Jørgen Hammergaard Hansen/Finn Kobberø         |                                                |                         |
| 1957–1965 | nicht ausgetragen                              | nicht ausgetragen                              | nicht ausgetragen       |
| 1966      | Ng Boon Bee/Tan Yee Khan                       | Yew Cheng Hoe/Tan Aik Huang                    | 15-13, 15-10            |
| 1967      | Ng Boon Bee/Tan Yee Khan                       | Svend Andersen/Per Walsøe                      | 8-15, 18-16, 17-15      |
| 1968      | Ippei Kojima/Issei Nichino                     |                                                |                         |
| 1969      | Ippei Kojima/ Bjarne Andersen                  | Tan Aik Huang/Tan Aik Mong                     | 15-9, 6-15, 15-7        |
| 1970      | Henning Borch/Erland Kops                      | Per Walsøe/Svend Pri                           |                         |
| 1971      | Ng Boon Bee/Punch Gunalan                      | Rudy Hartono/Indra Gunawan                     | 11-15, 15-4, 15-8       |
| 1972      | Ng Boon Bee/Punch Gunalan                      | Bandid Jaiyen/Sangob Rattanusorn               | 15-6, 15-6              |
| 1973      | Tjun Tjun/Johan Wahjudi                        | Ade Chandra/Christian Hadinata                 | 15-8, 15-9              |
| 1974      | Tjun Tjun/Johan Wahjudi                        | Iie Sumirat/Christian Hadinata                 | 18-14, 15-6             |
| 1975      | Tjun Tjun/Johan Wahjudi                        | Ade Chandra/Christian Hadinata                 | 15-6, 15-1              |
| 1976      | David Eddy/Eddy Sutton                         | Flemming Delfs/Elo Hansen                      | 15-12, 15-11            |
| 1977      | Bengt Fröman/Thomas Kihlström                  | Flemming Delfs/Steen Skovgaard                 | 15-6, 15-8              |
| 1978      | Flemming Delfs/Steen Skovgaard                 | Christian Hadinata/Ade Chandra                 | 15-6, 15-11             |
| 1979      | Masao Tsuchida/Yoshitaka Iino                  | Eddy Sutton/David Eddy                         | 15-9, 15-7              |
| 1980      | Flemming Delfs/Steen Skovgaard                 | Ade Chandra/Christian Hadinata                 | 15-10, 10-15, 15-10     |
| 1981      | Ade Chandra/Christian Hadinata                 | Thomas Kihlström/Stefan Karlsson               | 15-5, 15-18, 15-10      |
| 1982      | Park Joo-bong/Lee Eun-ku                       | Christian Hadinata/Lius Pongoh                 | 15-9, 11-15, 18-16      |
| 1983      | Thomas Kihlström/Stefan Karlsson               |                                                |                         |
| 1984      | Park Joo-bong/Kim Moon-soo                     | Morten Frost/Jens Peter Nierhoff               | 15-7, 15-2              |
| 1985      | Li Yongbo/Tian Bingyi                          | Razif Sidek/Jalani Sidek                       | 17-14, 15-8             |
| 1986      | Li Yongbo/Tian Bingyi                          | Martin Dew/Dipak Tailor                        | 15-9, 15-3              |
| 1987      | Razif Sidek/Jalani Sidek                       | Jan-Eric Antonsson/Pär-Gunnar Jönsson          | 15-11, 15-7             |
| 1988      | Li Yongbo/Tian Bingyi                          | Jalani Sidek/Razif Sidek                       | 15–6, 8-15, 15–4        |
| 1989      | Li Yongbo/Tian Bingyi                          | Jalani Sidek/Razif Sidek                       | 15–10, 15–11            |
| 1990      | Li Yongbo/Tian Bingyi                          | Jesper Knudsen/Thomas Stuer-Lauridsen          | 15–8, 15–6              |
| 1991      | Zheng Yumin/Huang Zhanzhong                    | Park Joo-bong/Kim Moon-soo                     | 15–10, 15–9             |
| 1992      | Thomas Lund/Jon Holst-Christensen              | Jan Paulsen/Henrik Svarrer                     | 18–16, 15–8             |
| 1993      | Thomas Lund/Jon Holst-Christensen              | Henrik Svarrer/Jim Laugesen                    | 15-5, 15-5              |
| 1994      | Denny Kantono/Antonius Ariantho                | Thomas Lund/Jon Holst-Christensen              | 15-8, 5-15, 15-9        |
| 1995      | Thomas Lund/Jon Holst-Christensen              | Rudy Wijaya/Tony Gunawan                       | 16–17, 15–5, 15–6       |
| 1996      | Thomas Stavngaard/Jim Laugesen                 | Simon Archer/Chris Hunt                        | 17-15, 10-15, 15-7      |
| 1997      | Jon Holst-Christensen/Michael Søgaard          | Jens Eriksen/Jesper Larsen                     | 17–14, 15–8             |
| 1998      | Ricky Subagja/Rexy Mainaky                     | Flandy Limpele/Eng Hian                        | 15–11, 15–6             |
| 1999      | Martin Lundgaard Hansen/Lars Paaske            | Jim Laugesen/Michael Søgaard                   | 15–13, 15–10            |
| 2000      | Eng Hian/Flandy Limpele                        | Jens Eriksen/Jesper Larsen                     | 15–13, 15–10            |
| 2001      | Martin Lundgaard Hansen/Lars Paaske            | Jim Laugesen/Michael Søgaard                   | 7–5, 3–7, 6–8, 7–3, 7–1 |
| 2002      | Kim Dong-moon/Ha Tae-kwon                      | Chan Chong Ming/Chew Choon Eng                 | 15-4, 15-8              |
| 2003      | Kim Dong-moon/Ha Tae-kwon                      | Halim Haryanto/Candra Wijaya                   | 16-17, 15-6, 15-8       |
| 2004      | Lars Paaske/Jonas Rasmussen                    | Markis Kido/Hendra Setiawan                    | 15–6, 15–13             |
| 2005      | Chan Chong Ming/Koo Kien Keat                  | Lars Paaske/Jonas Rasmussen                    | 15–6, 15–7              |
| 2006      | Lars Paaske/Jonas Rasmussen                    | Mathias Boe/Joachim Fischer Nielsen            | 18–21, 21–10, 21–17     |
| 2007      | Koo Kien Keat/Tan Boon Heong                   | Jens Eriksen/Martin Lundgaard Hansen           | 14–21, 21–14, 21–12     |
| 2008      | Markis Kido/Hendra Setiawan                    | Fu Haifeng/Shen Ye                             | 21–18, 21–19            |
| 2009      | Koo Kien Keat/Tan Boon Heong                   | Mathias Boe/Carsten Mogensen                   | 20-22, 21–14, 21–17     |
| 2010      | Mathias Boe/Carsten Mogensen                   | Markis Kido/Hendra Setiawan                    | 21-13, 21-12            |
| 2011      | Jung Jae-sung/Lee Yong-dae                     | Cai Yun/Fu Haifeng                             | 21-16, 21-17            |
| 2012      | Shin Baek-cheol/Yoo Yeon-seong                 | Koo Kien Keat/Tan Boon Heong                   | 19-21, 21-11, 21-19     |
| 2013      | Yoo Yeon-seong/Lee Yong-dae                    | Hendra Setiawan/Mohammad Ahsan                 | 21-19, 21-16            |
| 2014      | Zhang Nan/Fu Haifeng                           | Yoo Yeon-seong/Lee Yong-dae                    | 21-13, 25-23            |
| 2015      | Lee Yong-dae/Yoo Yeon-seong                    | Liu Cheng/Lu Kai                               | 21-8, 21-14             |
| 2016      | Goh Wei Shem/Tan Wee Kiong                     | Bodin Isara/Nipitphon Puangpuapech             | 14-21, 22-20, 21-19     |
| 2017      | Liu Cheng/Zhang Nan                            | Markus Fernaldi Gideon/Kevin Sanjaya Sukamuljo | 21-17, 22-20            |
| 2018      | Markus Fernaldi Gideon/Kevin Sanjaya Sukamuljo | Takeshi Kamura/Keigo Sonoda                    | 21-15, 21-16            |
| 2019      | Markus Fernaldi Gideon/Kevin Sanjaya Sukamuljo | Mohammad Ahsan/Hendra Setiawan                 | 21-14, 21-13            |
| 2020      | Marcus Ellis/Chris Langridge                   | Vladimir Ivanov/Ivan Sozonov                   | 20-22, 21-17, 21-18     |
| 2021      | Takuro Hoki/Yugo Kobayashi                     | Kim Astrup/Anders Skaarup Rasmussen            | 21-18, 21-12            |
| 2022      | Fajar Alfian/Muhammad Rian Ardianto            | Markus Fernaldi Gideon/Kevin Sanjaya Sukamuljo | 21-19, 28-26            |
| 2023      | Aaron Chia/Soh Wooi Yik                        | Muhammad Shohibul Fikri/Bagas Maulana          | 21-13, 21-17            |
| 2024      | Liang Weikeng/Wang Chang                       | Kim Astrup/Anders Skaarup Rasmussen            | 21-18, 21-17            |